# Senato del Tennessee
Il Senato del Tennessee è, insieme alla Camera dei Rappresentanti, una delle due camere che compongono l’Assemblea generale del Tennessee. Essa si riunisce nel Campidoglio dello Stato del Tennessee.
Il Senato è composto da 33 membri aventi mandato quadriennale, ma rinnovati per metà ogni due anni.